# Reich Irma
Reich Irma (eredeti nevén Marie Magdaléna Dorota Mathilda Reichová, asszonynevén Keszler Mária) (Pürglitz, Rakovníki járás, 1859. március 14. – Prága, 1930. július 5.) cseh opera-énekesnő (szoprán). A budapesti Operaháznak megnyitásától négy éven át egyik vezető drámai szopránja volt.

## Élete

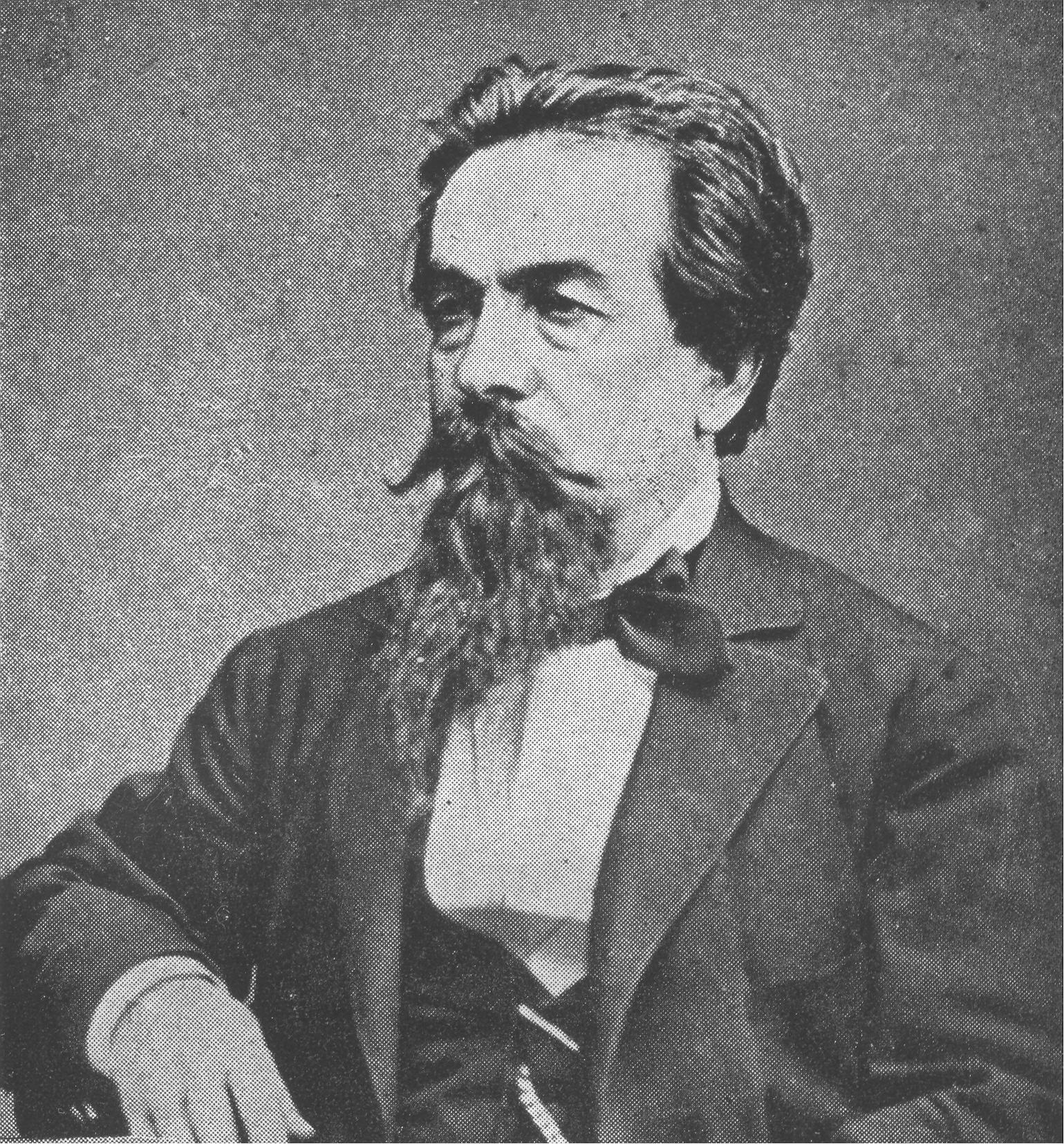
Mestere, František Pivoda az 1870-es években

Csehország zömmel németek lakta vidékéről származik. Édesapja hercegi főerdész volt. Marie Reichová zenei tehetsége már gyermekként megnyilvánult. Tizenöt évesen, egy vasúti híd felavatásán énekelt először nyilvánosan, ennek hatására beszélte rá a jelenlévő Václav Štulc (1814–1887) vyšehradi prépost szüleit, hogy taníttassák Prágában énekelni. A cseh fővárosba küldték, ahol 1879-ben fejezte be énektanulmányait František Pivoda (1824–1898) iskolájában. Vizsgáján Sentát énekelte Wagner Bolygó hollandijának koncertszerű előadásán.
Első szerződése a teplitzi német színházhoz kötötte. Második évadját már a prágai Ideiglenes Színházban (Prozatímní divadlo) kezdte, innen került az új Nemzeti Színházba, melynek a nyitóelőadásán, Bedřich Smetana Libuše című operájának ősbemutatóján is közreműködött 1881. június 11-én. A következő évben nagy sikerrel vendégszerepelt Varsóban és Pilsenben. A cseh Nemzeti Színháztól kapott szabadság idején Olaszországba utazott, ahol számos ajánlatot kapott, de ezeket nem fogadta el. Visszatérőben megállt Budapesten, és még a Nemzeti Színház színpadán volt első magyarországi fellépte. Prágában megromlott a viszonya az ottani társulat tagjaival, ezért újra a magyar fővárosba jött, és 1884-ben már állandó szerződést kapott az újonnan megnyílt Magyar Királyi Operaházba. Az intézmény sokat foglalkoztatott drámai szopránja volt. 1886-ban Párizsba utazott, s Salvatore Marchesinél képezte tovább magát az olasz repertoárban. Budapestre visszatérve feleségül ment Keszler József kritikushoz, franciatanárhoz. 1888-ban megszűnt operai tagsága, de Prágába még 1893 végéig visszajárt vendégszerepelni. Férje 1927-ben meghalt, s ekkor visszatelepült a cseh fővárosba.

## Szerepei

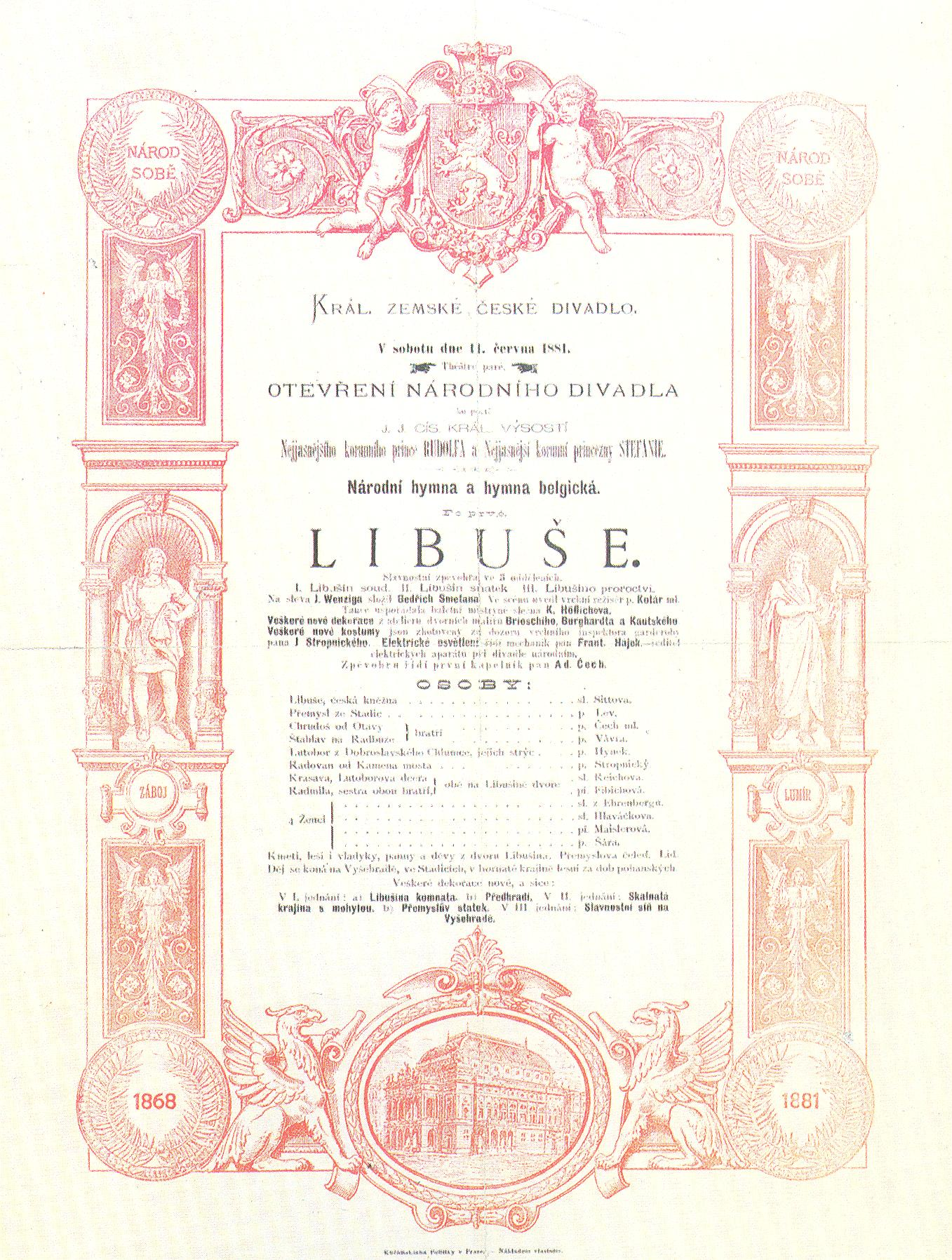
Smetana Libuše c. operája ősbemutatójának plakátja

- Karel Bendl: Karel Škréta — Graziella
- Georges Bizet: Carmen — címszerep
- Antonín Dvořák: Dimitrij — Kszenyija Boriszovna
- Erkel Ferenc: István király – Crescimira
- Goldmark Károly: Sába királynője – Szulamit
- Charles Gounod: Faust — Margit
- Charles Gounod: Romeo és Júlia – Júlia
- Giacomo Meyerbeer: A hugenották — Valentine
- Giacomo Meyerbeer: Ördög Róbert – Alice
- Giacomo Meyerbeer: A próféta – Berta
- Mihalovich Ödön: Hagbarth és Signe – Signe
- Stanisław Moniuszko: Halka — címszerep
- Otto Nicolai: A windsori víg nők — Reichné
- Karel Šebor: A huszita menyasszony — Růžena
- Bedřich Smetana: Libuše — Krasava
- Smetana: A két özvegy — Karolina
- Smetana: Az ördög fala — Hedvika
- Ambroise Thomas: Mignon — címszerep
- Giuseppe Verdi: Ernani — Elvira
- Giuseppe Verdi La Traviata — Violetta Valéry
- Richard Wagner: Lohengrin — Brabanti Elza

## Könyve
- Mein Kind, wär’ ich König (önéletrajz, 1880)